# Tequila Sunrise
Il Tequila Sunrise (in italiano Alba tequila) è un cocktail alcolico internazionale riconosciuto ufficialmente dalla International Bartenders Association a base di Tequila.

## Storia
Il primo cocktail denominato "Tequila Sunrise" risale alla fine degli anni '30. Fu ideato da Gene Sulit, barman dell'Arizona Biltmore Hotel di Phoenix, per un cliente abituale dell'albergo, il quale era di ritorno da una gita dove fu colpito dall'alba sul deserto; arrivato al bar chiese una bevanda dissetante a base di tequila. Sulit creò il cocktail definendolo appunto "Tequila Sunrise". Tale versione però differiva abbastanza dalla ricetta con cui si definisce il cocktail odierno, essendo una variazione del Gin Sling contenente tequila, soda, succo di lime e crème de cassis.
La ricetta odierna fu invece ideata da Robert "Bobby" Lozoff, giovane barista del ristorante Trident di Sausalito, locale molto in voga negli anni '70. Lozoff si dilettava a ideare cocktail insieme al suo collega Billy Rice; uno di questi fu una variante del Tequila Sunrise di Sulit, a cui sostituirono il lime con sweet'n'sour e aggiungendo succo d'arancia. Il cocktail ebbe un buon successo nel locale e dovendo velocizzare la preparazione per far fronte all'alta richiesta, Lozoff semplificò la ricetta riducendolo a tequila, succo d'arancia e crème de cassis. La modifica finale risultante nella ricetta attuale, ossia la sostituzione del liquore di ribes con la granatina, è dovuta alla moda del periodo dell'uso di questo sciroppo.
Nel 1972 i Rolling Stones organizzarono una festa per l'apertura dell'American Tour 1972 al Trident. Quando Mick Jagger chiese a Lozoff un Margarita, questi gli chiese se avesse già provato il suo Tequila Sunrise. Il gruppo fu talmente colpito dal cocktail che soprannominarono il tour "Cocaine & Tequila Sunrise Tour". Nel 1973 l'azienda produttrice di tequila Jose Cuervo, principale marca utilizzata al Trident, colpita dal successo del cocktail, si accordò con il ristorante e stampò la ricetta sul retro della bottiglia, diffondendo così il cocktail nel resto del mondo. Nello stesso anno il gruppo musicale Eagles si ispirò al successo del cocktail per dare il titolo alla canzone Tequila Sunrise. Nel 1987 l'I.B.A. la incluse fra i cocktail della categoria "Anytime" (dal 2010 fra i "contemporary classics").

## Composizione

### Ingredienti
- 4,5 cl. di tequila
- 9 cl. di succo d'arancia
- 1,5 cl. di granatina

### Preparazione
Versare la tequila ed il succo d'arancia in un bicchiere hurricane riempito di ghiaccio in cubetti. Mescolare con uno stirrer, quindi incorporare delicatamente lo sciroppo di granatina secondo il metodo build, in modo che la granatina vada a depositarsi sul fondo donando al drink l'effetto sunrise (alba). Guarnire con una fetta d'arancia e una ciliegina candita.

## Descrizione
Il Tequila Sunrise è un long drink dissetante e fruttato, sebbene il sapore erboso della tequila e i toni esperidati del succo d'arancia ammortizzino la dolcezza della granatina, rendendolo un drink abbastanza amarognolo. Tecnicamente è un cocktail
di classe Highball stile exotic. Ha un grado alcolico di circa 12° alc.

## Varianti
Dato il successo, il Tequila Sunrise ha dato seguito a varie ricette varianti.
- Original Biltmore Tequila Sunrise: la versione che diede il nome ed ispirò la ricetta attuale. Prevede tequila, soda, lime e crème de cassis.[3]
- Tequila Sunset: sostituisce alla granatina soda colorata di rosso o una bibita rossa (es.aranciata rossa, spuma rossa, ginger); l'effetto cromatico sarà invertito, con il rosso sopra e il giallo alla base.[9]
- Tequila Sunshine: si sostituisce alla tequila la crème de cassis[10]
- Tequila Eclypse: versione short drink composta da tequila, triple sec e crème de cassis servita in una coppetta da cocktail o come shot[11]
- Vodka Sunrise: si sostituisce alla tequila la vodka[12]
- Rum Sunrise: si sostituisce alla tequila il rum scuro[13]
- Amaretto Sunrise: si sostituisce alla tequila l'Amaretto[14]
- Tropical Sunrise: si sostituisce alla tequila il rum scuro; metà del succo d'arancia si sostituisce con succo d'ananas[15]
- 6AM Sunrise: si sostituisce la tequila con il gin e il succo d'arancia con limonata o gazzosa[16]
- Virgin Sunrise (o Sweet Sunrise): versione analcolica che sostituisce alla tequila la limonata o sweet'n'sour[17]
- Red Sea: versione analcolica che sostituisce alla tequila il ginger ale[10]